# Yellowstone (Fernsehserie)
Yellowstone ist eine US-amerikanische Drama- und Neowesternserie über die Familie Dutton und ihre Ranch in Montana. Geschrieben wurde die Serie von Taylor Sheridan. Die Erstausstrahlung fand in den Vereinigten Staaten am 20. Juni 2018 auf dem Kabelsender Paramount Network statt. Die deutschsprachige Ausstrahlung begann am 24. November 2020 auf Sony AXN, nachdem die erste Episode auf dem digitalen Seriencamp von 5. bis 22. November kostenlos zur Verfügung gestellt worden war. 2021 und 2022 gab es mit 1883 eine Prequel-Serie. Im Dezember 2022 folgte die Serie 1923.
Paramount gab bekannt, dass die Serie mit der zweiten Hälfte der fünften Staffel enden werde. Die Ausstrahlung war zunächst für Herbst 2023 geplant, wurde dann aber auf November 2024 verschoben.

## Handlung
Der Witwer John Dutton betreibt die größte zusammenhängende Ranch der USA. Sein weitläufiger Grundbesitz im ländlichen Montana wird von mehreren Gegnern bedrängt.
Duttons ältester Sohn Lee wird bei einer Auseinandersetzung um gestohlene Rinder auf dem Gebiet des angrenzenden Indianerreservats getötet. Duttons Tochter Beth ist eine alkoholsüchtige, skrupellose und erfolgreiche Hedgefonds-Managerin. Sie kehrt zurück in ihr Elternhaus, um ihren Vater mit allen Mitteln beim Kampf gegen den Verlust der Ranch zu unterstützen. Duttons jüngster Sohn Kayce, ein kriegserfahrener ehemaliger Navy-SEAL-Soldat, der mit seiner indigenen Frau Monica und ihrem gemeinsamen Sohn Tate in eben jenem Reservat lebt, nähert sich seinem Vater nach einem langjährigen Kontaktabbruch langsam wieder an und unterstützt die Ranch zunehmend gegen die Bedrohungen von außen. Sein zweiter Bruder, Jamie, ist der vom Vater ungeliebte und von seiner Schwester gehasste Anwalt der Familie, dessen politischer Ehrgeiz zu einem Zerwürfnis mit der Dutton-Familie führt.
Einer Familientradition folgend, rekrutiert John Dutton einen Teil seiner Rancharbeiter aus entlassenen Strafgefangenen. Sie werden angeführt von Rip Wheeler, der als flüchtiger Jugendlicher auf der Ranch aufgenommen wurde und sowohl John als auch Beth Dutton treu ergeben ist. Die Kerngruppe der Yellowstone-Cowboys und -Cowgirls ist mit dem Brandzeichen „Y“ des Rinderzüchters gebrandmarkt und schreckt auch vor Morden nicht zurück.

## Episodenliste
Übersicht
| Staffel | Episodenanzahl | Erstausstrahlung USA | Erstausstrahlung USA | Deutschsprachige Erstausstrahlung | Deutschsprachige Erstausstrahlung |
| Staffel | Episodenanzahl | Staffelpremiere      | Staffelfinale        | Staffelpremiere                   | Staffelfinale                     |
| ------- | -------------- | -------------------- | -------------------- | --------------------------------- | --------------------------------- |
| 1       | 09             | 20. Juni 2018        | 22. August 2018      | 24. November 2020                 | 19. Januar 2021                   |
| 2       | 10             | 19. Juni 2019        | 28. August 2019      | 2. Februar 2021                   | 30. März 2021                     |
| 3       | 10             | 21. Juni 2020        | 23. August 2020      | 16. November 2021                 | 11. Januar 2022                   |
| 4       | 10             | 7. November 2021     | 2. Januar 2022       | 5. Juli 2022                      | 30. August 2022                   |
| 5       | 08             | 13. November 2022    | 1. Januar 2023       | 20. November 2022                 | 1. Januar 2023                    |
| 5       | 06             | 10. November 2024    | 15. Dezember 2024    | 11. November 2024                 | 16. Dezember 2024                 |

## Besetzung und Synchronisation
Die deutschsprachige Synchronisation entsteht bei der Studio Hamburg Synchron unter der Dialogregie von Dr. Gerd Naumann.
| Rolle                                                       | Schauspieler         | Hauptrolle (Episoden)           | Nebenrolle (Episoden)                                                         | Synchronsprecher     |
| ----------------------------------------------------------- | -------------------- | ------------------------------- | ----------------------------------------------------------------------------- | -------------------- |
| Gouverneur (ab 5.01) John Dutton III                        | Kevin Costner        | 1.01–5.08                       |                                                                               | Frank Glaubrecht     |
| Gouverneur (ab 5.01) John Dutton III                        | Josh Lucas           |                                 | 1.03, 1.07–1.08, 2.06, 5.02–5.03, 5.05, 5.07–5.08                             | Tommy Morgenstern    |
| Kayce Dutton                                                | Luke Grimes          | 1.01–5.14                       |                                                                               | Jonas Minthe         |
| Bethany Dutton                                              | Kelly Reilly         | 1.01–5.14                       |                                                                               | Alexandra Wilcke     |
| Jamie Dutton                                                | Wes Bentley          | 1.01–5.14                       |                                                                               | Robin Kahnmeyer      |
| Rip Wheeler                                                 | Cole Hauser          | 1.01–5.14                       |                                                                               | Sascha Rotermund     |
| Monica Dutton                                               | Kelsey Asbille       | 1.01–5.14                       |                                                                               | Simona Pahl          |
| Jimmy Hurdstram                                             | Jefferson White      | 1.01–4.10, 5.08–5.09, 5.12–5.14 |                                                                               | Nils Rieke           |
| Tate Dutton                                                 | Brecken Merrill      | 1.01–5.14                       |                                                                               | Hannes Deinhardt     |
| Chief Thomas Rainwater                                      | Gil Birmingham       | 1.01–5.14                       |                                                                               | Thomas Wenke         |
| Dan Jenkins                                                 | Danny Huston         | 1.01–2.10                       |                                                                               | Klaus-Dieter Klebsch |
| Lloyd Pierce                                                | Forrie J. Smith      |                                 | 1.01–1.05, 1.07–2.09, 3.01–5.14                                               | Jürgen Holdorf       |
| Gouverneurin (bis 4.10) Senatorin (seit 5.01) Lynelle Perry | Wendy Moniz          |                                 | 1.01–1.04, 1.06–1.07, 1.09, 2.03–2.04, 3.01, 3.03–3.05, 3.10, 4.07, 5.01–5.14 | Maud Ackermann       |
| Felix Long                                                  | Rudy Ramos           |                                 | 1.01–1.02, 1.06–2.02, 4.05                                                    | Eckart Dux           |
| Bob Schwartz                                                | Michael Nouri        |                                 | 1.01, 1.05, 2.01–2.02, 3.01–3.02, 3.04, 3.08, 4.02, 4.05                      | Bernd Vollbrecht     |
| Ryan                                                        | Ian Bohen            |                                 | 1.01–5.14                                                                     | Patrick Bach         |
| Colby                                                       | Denim Richards       |                                 | 1.01–5.14                                                                     | Yannik Raiss         |
| A.G. Stewart                                                | Timothy Carhart      |                                 | 1.02–1.04, 1.06–1.07, 1.09, 2.04, 3.01, 3.03, 3.05                            | Holger Mahlich       |
| Walker                                                      | Ryan Bingham         |                                 | 1.05–2.06, 3.09–5.14                                                          | Daniel Schütter      |
| Jake                                                        | Jake Ream            |                                 | 1.06–3.05, 4.01–5.14                                                          | Jens Wendland        |
| Christina                                                   | Katherine Cunningham |                                 | 1.06–2.01, 2.03, 2.06, 2.09, 4.05, 4.07–4.09                                  | Nicole Hannak        |
| John Dutton jr.                                             | Dabney Coleman       |                                 | 2.10                                                                          | Lothar Blumhagen     |
| Roarke Morris                                               | Josh Holloway        |                                 | 3.01–3.06, 3.08–4.01                                                          | Johannes Berenz      |
| Ethan                                                       | Ethan Lee            |                                 | 3.01, 3.05, 4.01–5.14                                                         | Hanns-Jörg Krumpholz |
| Teeter                                                      | Jennifer Landon      |                                 | 3.02–5.14                                                                     | Anne Helm            |
| Summer Higgins                                              | Piper Perabo         |                                 | 4.05–4.10, 5.04–5.08, 5.10                                                    | Céline Fontanges     |

## Produktion und Ausstrahlung
Die Idee zur Serie hatte Taylor Sheridan, der seit 2013 an Yellowstone gearbeitet hatte. Weil er selbst in Texas und Wyoming gelebt hatte, legte er die Handlung nach Montana und begann die ersten Drehbücher für einen Film zu schreiben. Er bot seine Idee HBO an, die jedoch ablehnten. Im Mai 2017 gab Paramount+ den Auftrag für eine Serie mit einer ersten Staffel mit zehn Folgen. Produziert wurde die Serie anfänglich von The Weinstein Company. Drehstart zur ersten Staffel war im August 2017. Im Zuge der Veröffentlichungen rund um den Weinstein-Skandal im Oktober 2017, gab Kevin Kay, Präsident von Paramount Network, bekannt, dass Weinstein selbst nie Teil des kreativen Prozesses von Yellowstone gewesen sei und sämtliche Logos von Weinstein Co. entfernt werden würden. The Weinstein Company blieb aber zunächst als Produktionsfirma bestehen, weil die Arbeiten zur ersten Staffel angelaufen und mehr als 100 Mitarbeiter bereits in die Produktion involviert waren.
Produzenten waren Kevin Costner und David Glasser. Neben Ideengeber und Chefautor Taylor Sheridan wirkten als Drehbuchautoren John Linson, Brett Conrad, John Coveny, Eric Jay Beck und Ian McCulloch mit. Als Regisseure wurden unter anderem Taylor Sheridan, Stephen Kay, John Dahl und Guy Ferland verpflichtet. Für die Musik zeichnen Brian Tyler und Breton Vivian verantwortlich.
Am 20. Juni 2018 fand die Erstausstrahlung der ersten Folge statt. Im Juli 2018 bestellte Paramount eine zweite Staffel, die ab dem 19. Juni 2019 ausgestrahlt wurde. Im Juni 2019 wurde die Serie um eine dritte Staffel verlängert und lief erstmals vom 21. Juni 2020 bis zum 23. August 2020 in den USA. Darauf folgte vom 7. November 2021 bis zum 2. Januar 2022 die vierte Staffel. Die Dreharbeiten zum ersten Teil der fünften Staffel starteten im Juni 2022 in Missoula. Der erste Teil der fünften Staffel mit 8 Episoden lief in den USA vom 13. November 2022 bis zum 1. Januar 2023 auf dem US-Kabelsender Paramount Network. Aufgrund der Streiks der amerikanischen Filmgewerkschaft SAG-AFTRA, von Juli bis November 2023, wurden die ausstehenden Dreharbeiten auf Frühjahr 2024 verschoben.
Länger andauernde Irritationen und Unklarheiten ergaben sich bezüglich der Weiterführung sowie des potenziellen Abschlusses der Serie – speziell vor dem Hintergrund der noch nicht abgeschlossenen fünften Staffel. In einem Interview Anfang 2024 gab der Autor Taylor Sheridan bekannt, dass er die Serie mit der fünften Staffel abschließen werde. Lange unklar blieb darüber hinaus, ob Kevin Costner weiter für die Rolle des John Dutton zur Verfügung stehen wird. Ein Hauptgrund hierfür: Costners ambitionierte Western-Filmreihe Horizon. Im Herbst 2024 wurden konkrete Starttermine für den noch ausstehenden zweiten Teil der fünften Staffel bekanntgegeben. Deren Ausstrahlung startete am 10. November bei AXN, die deutschsprachige am 12. November bei Paramount Plus. Die Ausstrahlung erfolgte im Wochenturnus; die Anzahl der Folgen betrug sechs. In der abschließenden Staffelhälfte nicht mehr physisch präsent war die von Kevin Costner gespielte Rolle des Großranchers John Dutton. Um den fortlaufenden Handlungsrahmen glaubhaft fortzusetzen, wurde Costners Figur entsprechend aus der Geschichte „herausgeschrieben“.
In Deutschland wurde Yellowstone erstmals ab dem 24. November 2020 bei Sony AXN ausgestrahlt. Seit dem Start von Paramount+ am 8. Dezember 2022 in Deutschland steht dort Yellowstone zum Streaming zur Verfügung. Seit 30. Januar 2025 sind bei Netflix die ersten vier Staffeln verfügbar.

### Drehorte
Die „Chief Joseph Ranch“ in Darby (Montana) ist der Drehort mit Wohnhaus und Farmgebäuden der fiktiven Familie Dutton. Produktion und weitere Dreharbeiten für die ersten drei Staffeln fanden in und nahe den Städten Park City sowie Ogden im Bundesstaat Utah statt. Seit dem Sommer 2020, dem Beginn der vierten Staffel, wird ausschließlich im Bundesstaat Montana gedreht und produziert. Insgesamt wurde an 20 verschiedenen Drehorten in Utah, Texas und Montana gedreht.

Dreharbeiten für die vierte Staffel (8. Episode) bei einem Schnellrestaurant in Missoula (Montana) im Oktober 2020
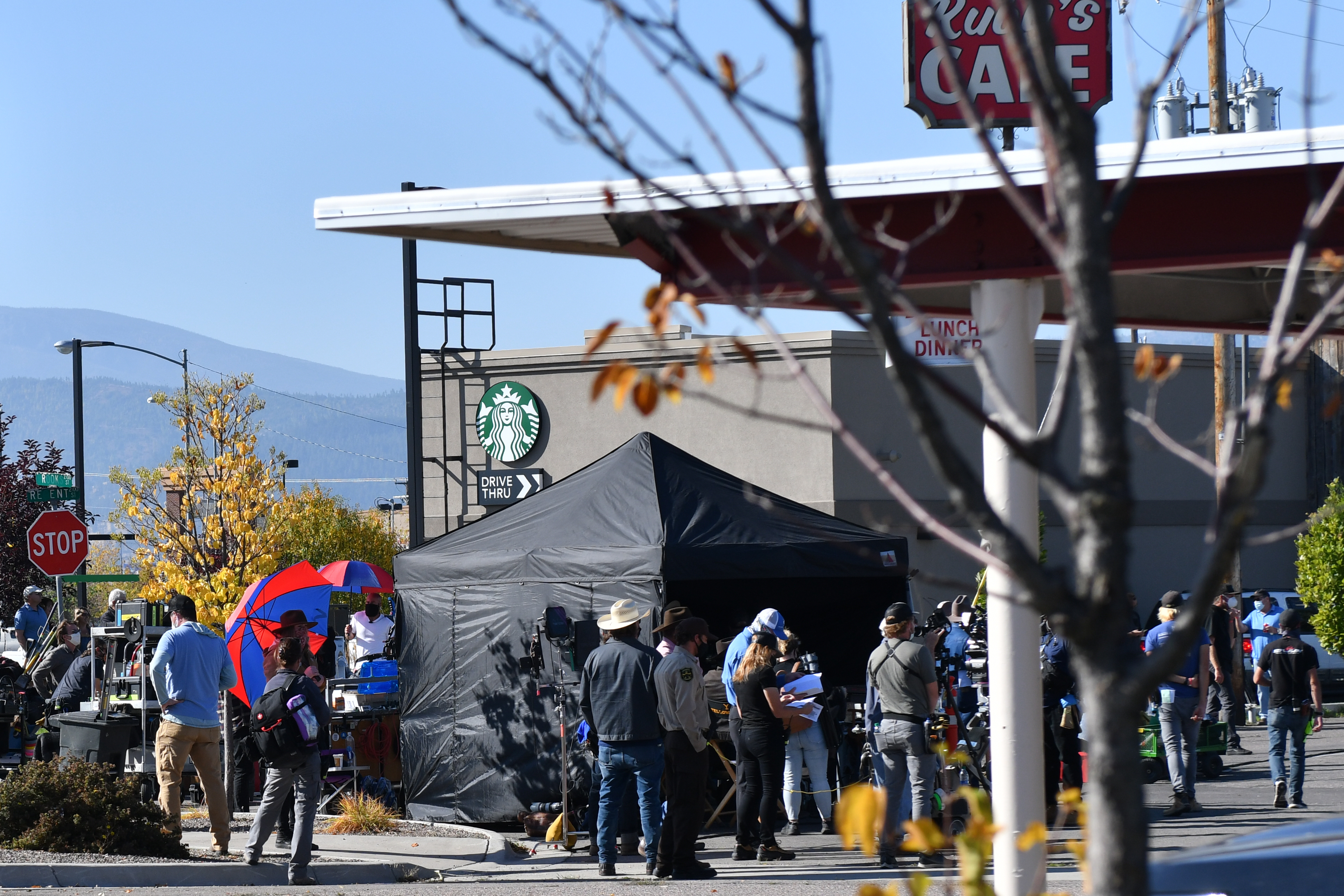
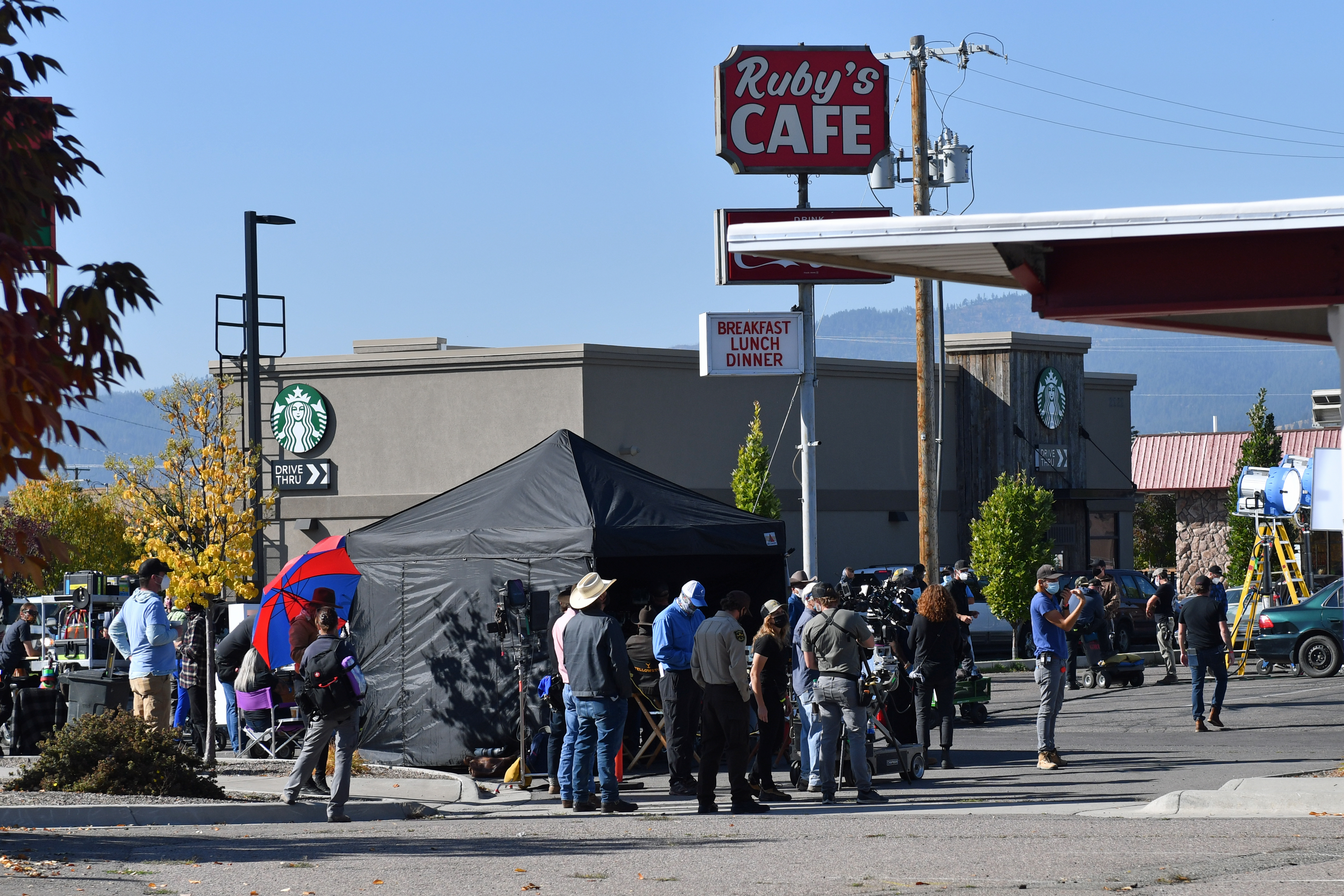
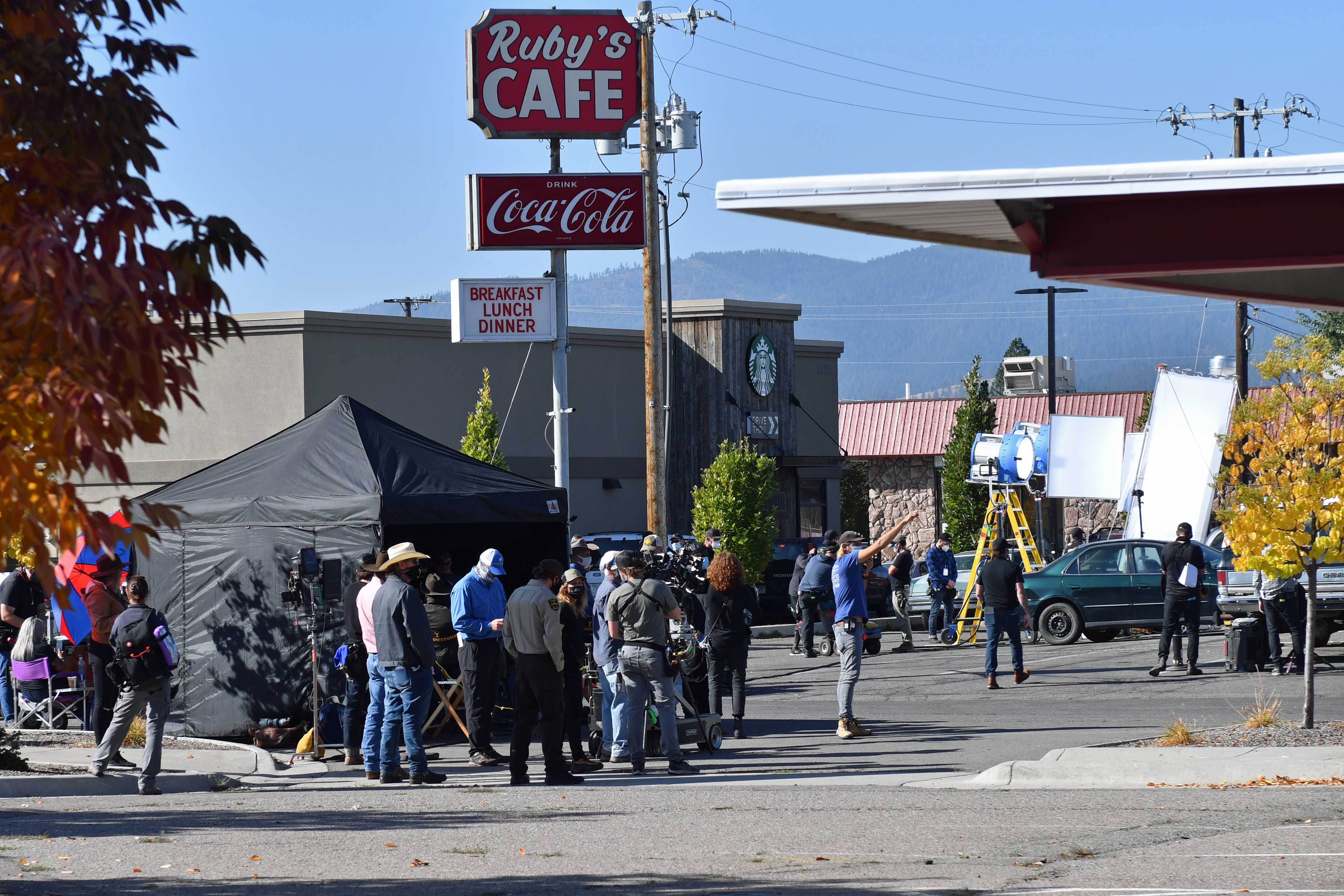
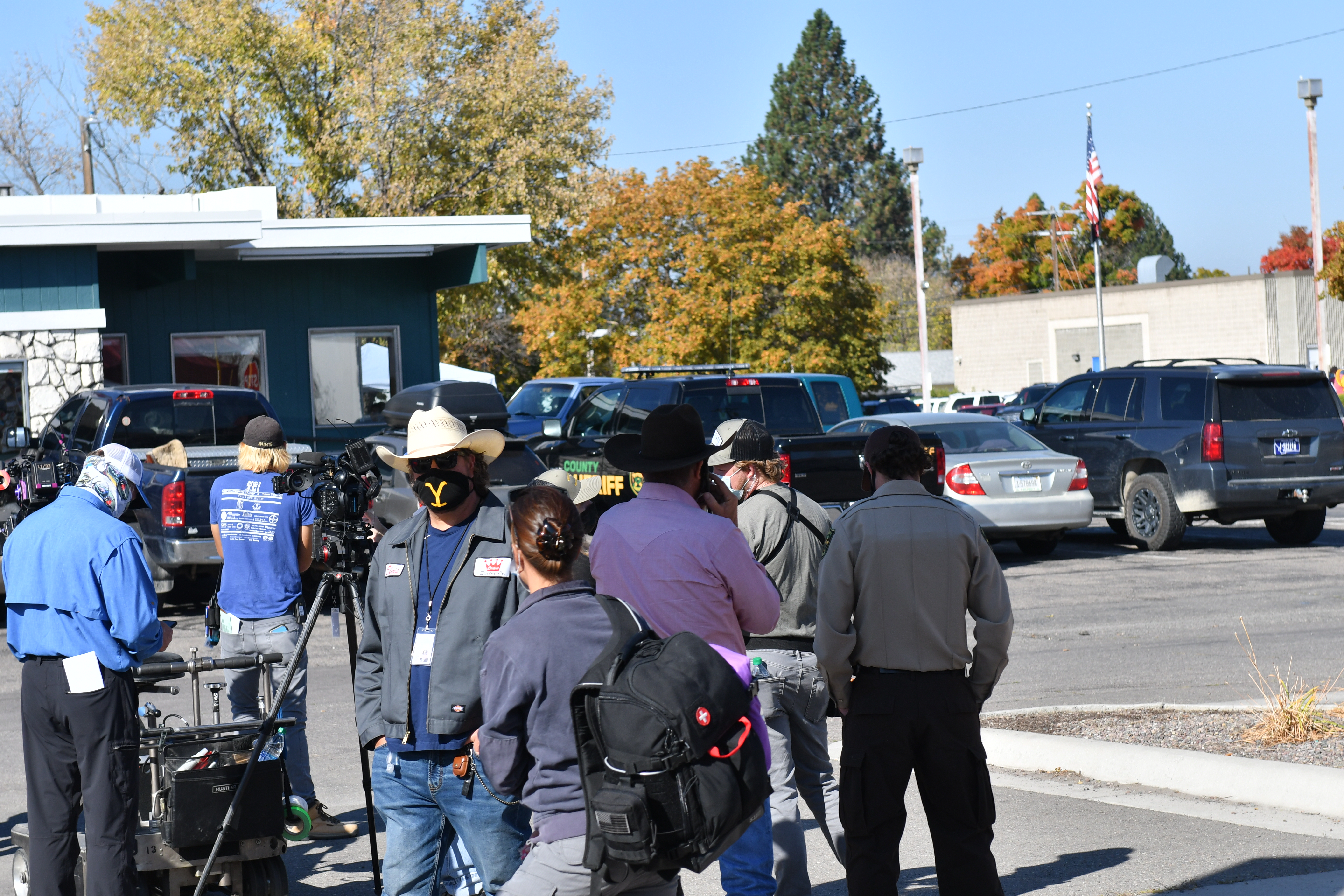

## Rezeption
Beim Internetportal Serienjunkies.de erhielt die 90-minütige Pilotfolge der Serie vier von fünf möglichen Sternen.
Auf Rotten Tomatoes erhielt die erste Staffel 51 % positive Beurteilungen, die zweite Staffel erreichte 87 %, die dritte Staffel 100 % und die vierte und fünfte Staffel jeweils 90 %.
In US-amerikanischen Medien wurde die Fernsehserie mehrfach als konservativ-politisches „Red State“-Drama wahrgenommen. Das Magazin Stern schrieb dazu:

„‚Yellowstone‘ gilt dem Feuilleton als Rednecksaga für Trumpfans. Das ist dumm, die Serie bietet viel mehr. Sie hat die stärksten Frauen- und Indianerrollen der Branche. […] Im Umgang mit den Indianern wühlt ‚Yellowstone‘ den ganzen Schmutz der US-Geschichte auf. […] In ‚Yellowstone‘ gibt es keine Frau am Herd […] die Frauen sind derb und aus Stahl.“

Unter alteingesessenen Bürgern Montanas ist umstritten, ob die Serie zu dem rasanten Bevölkerungswachstum der letzten Jahre durch Zuzüge aus anderen Bundesstaaten und zu den dadurch steigenden Wohnkosten beigetragen hat.
Rieke Havertz schreibt für Zeit Online, dass Yellowstone eine der erfolgreichsten und am meisten diskutierten Serien in den USA ist. Die Serie sei unterhaltsam und gut erzählt, sei aber dennoch simpel. Da sie besonders im ländlichen Raum beliebt sei, sind insbesondere konservative Zuschauer die Zielgruppe. In den USA wird diesbezüglich viel diskutiert. Havertz zitiert die New York Times, die Fans aus allen politischen Richtungen befragt hat, was ihnen an der Serie besonders gefalle. Es wurden, unabhängig vom politischen Lager, Aspekte wie Authentizität, Familie, das Ranchleben und die Verteidigung dieser Werte genannt. Yellowstone würde also durchaus die aktuelle politische Lage der amerikanischen Gesellschaft widerspiegeln, und zwischen Konservativen und Liberalen sei gar keine so klare Trennung auszumachen.
In seiner TV-Kritik für DWDL.de meint Jan Freitag, dass Yellowstone eine der besten Westernserien überhaupt sei. Die Darstellung von Kevin Costner als John Dutton bezeichnet er als brillant. Er strahle trotz der Intensität von Gewalt und Intrigen eine Art von Wärme aus und zeige, dass dieses Genre nicht totzukriegen sei. Die Serie breche in den USA Quotenrekorde und polarisiere so stark wie zuletzt House of Cards. Der Grund dafür sei das Drehbuch von Showrunner Taylor Sheridan, der die Degeneration des amerikanischen Traums individualistischer Eintracht furios zum Trauma nationaler Zwietracht verdichte und dafür einen denkbar genialen Schauplatz gefunden habe. Sheridan halte ohne erhobenen Zeigefinger Republikanern, Demokraten, Liberalen, Rechten und Linken gleichermaßen den Spiegel vor. Das Ergebnis sei ein Drama für Naturfilm- und Thrillerfans.
Bei Quotenmeter.de schreibt Marc Schneider, dass das hohe Tempo der Handlung dafür sorge, dass die Nebenhandlungen oft ohne Auflösung ins Leere laufen würden. Dennoch sei es eine erfrischende Serie und wird Fans von klassischen Western empfohlen. Die weitläufigen und naturbelassenen Landschaftsbildern seien fantastisch inszeniert worden.
Gian-Philip Andreas meint in seiner Kritik nach Sichtung der ersten beiden Episoden im Juli 2018 für wunschliste.de, dass die Erwartungen an die Serie unerfüllbar hoch gewesen seien und am Ende enttäuschen. Es sei ein Mix aus trabenden Spätwestern, Sons of Anarchy und Denver Clan. Costner spiele den Patriarchen John Dutton so unwirsch, dass es schwierig sei, eine Sympathie zu ihm aufzubauen. Die Serie überschreite die selbst gesteckten Ansprüche, ein authentisches Bild der Zustände im US-amerikanischen Mittelwesten zu zeichnen. Trotz des mühsamen Starts solle man aber Yellowstone nicht verwerfen, weil Autor Sheridan noch mehr zuzutrauen sei als das, was bisher zu sehen ist.
James Poniewozik schreibt für The New York Times, dass es ein Mix aus Altem und Neuem sei. Taylor Sheridan und John Linson hätten einen alten Western mit einem modernen Antihelden gemischt. Die Themen der Handlung habe ihr das Image des Red State eingebracht. Zwar sei die Serie besonders im Süden und der Mitte der USA am beliebtesten, aber sie neige absolut nicht dazu, zu konservativ zu sein. Weiter heißt es, dass man den Charakteren ihre Sünden teilweise vergeben könnte, weil sie von Leidenschaft angetrieben werden und nicht auf eine reine Berechnung aus seien.

## Quoten
Im Sommer 2020 erzielte die dritte Staffel der Serie die besten Einschaltquoten aller Kabelsender in den USA.

## Auszeichnungen
Im Januar 2023 wurde Kevin Costner für seine Rolle in Yellowstone mit dem Golden Globe für den besten Darsteller in einer Fernsehserie ausgezeichnet.
Im März 2023 gewann er den Critics’ Choice Super Award als bester Schauspieler in einer Action-Serie. Kelly Reilly war für die Auszeichnung als beste Schauspielerin in einer Action-Serie nominiert.

## Trivia
- Forrie J. Smith, der die Rolle des Lloyd verkörpert, hat selbst Erfahrung im Rodeo.[48] In Rückblenden in der fünften Staffel wird er von seinem eigenen Sohn dargestellt.[49]
- Ryan Bingham, der in seiner Rolle als Walker Gitarre spielt und singt, ist tatsächlich ein Singer-Songwriter, hat selbst mehrere Alben veröffentlicht und wurde 2009 für den Song The Weary Kind mit einem Oscar,  Golden Globe und Grammy ausgezeichnet.
- Das Ritual, dass jemand neben einem Pferd begraben wird, findet sich tatsächlich in den Traditionen von Apachen, den Lakota und weiteren Stämmen der Blackfeet-Konföderationen. Das Pferd soll dabei als Geleit und Brücke für das Menschliche und Göttliche ins Jenseits dienen.
- Der Name Yellowstone bezieht sich auf die schwefelhaltigen Ablagerungen, die aufgrund der heißen Quellen im Park auftreten und überwiegend gelb sind.
- Autor und Ideengeber Taylor Sheridan wuchs auf der Ranch seiner Eltern auf, bis diese infolge der Scheidung seiner Eltern verkauft wurde. Er spielt in der Serie die Nebenrolle des Pferdetrainers Travis.
- Mehrere Darsteller aus der Serie, wie Kelsey Asbille, Gil Birmingham, Martin Sensmeier, Hugh Dillon und James Jordan, sind ebenfalls in Sheridans 2017 erschienenem Film Wind River zu sehen.
- Kontroversen löste innerhalb der indigenen Bevölkerung des Cherokee-Stammes die Besetzung von Kelsey Asbille für die indigene Rolle der Monica Dutton aus, da sie chinesisch-taiwanischer Abstammung ist, aber in einem Interview sagte, dass sie eine Verbindung zu den Cherokees habe.[50]
- Die Geschichte rund um die Beck-Brüder mit Neal McDonough beruht auf der wahren Geschichte von den zwei Geschwistern Tom und Mary Kenneally, die in Montana tatsächlich 300 Tankstellen mit Casinos betreiben und deren Familie für ihren klugen Führungsstil im Management und ihre aggressiven Expansionspläne bekannt ist.
- Schauspielerin Dawn Olivieri, die in ihrer Rolle Jamie verführt, spielt im Prequel 1883 die Rolle der Claire Dutton, der Schwester von James Dutton, was sie zu Johns Ur-Ur-Großtante macht.
- In Interviews sagt Sheridan, dass die Konfrontation von John Dutton mit den Bikern auf einer anderen Ebene auch eine Metapher für die Konfrontation von Einheimischen aus Montana, stellvertretend für den amerikanischen Westen, mit Zugezogenen wie in diesem Beispiel Kaliforniern, die vermeintlich als Städter das Land einnehmen wollen, darstellen solle.[11]
- Gabriel Guilbeau, der den Koch Gator auf der Ranch darstellt, ist tatsächlich als Koch für das Catering der Produktion zuständig und kam dadurch zu den Gastauftritten in der Serie.[51]

## Spin-offs
In Folge des großen Erfolgs der Serie kam es zu mehreren Spin-offs.

### 1883
Im Dezember 2021 wurde mit 1883 das erste Spin-off von Yellowstone veröffentlicht. Es besteht aus einer Staffel mit zehn Folgen. Es wird die Vorgeschichte erzählt, wie die Familie Dutton umsiedelte und zu dem Land kam, auf dem sie später ihre Ranch aufgebaut haben.
Mit dabei sind unter anderem Sam Elliott, Isabel May, Tim McGraw und Billy Bob Thornton. Autor und Schauspieler Taylor Sheridan selbst ist in der Rolle des Charles Goodnight zu sehen. Die deutsche Premiere war am 19. Dezember 2021 bei Paramount+.
Im November 2023 erschien mit Lawmen: Bass Reeves wiederum ein Prequel zu 1883.

### 1923
1923 spielt im titelgebenden Jahr, wurde ebenfalls von Taylor Sheridan entwickelt und im Dezember 2022 in den USA veröffentlicht. Die deutsche Premiere folgte im Mai 2023. Im Oktober 2023 wurde die Serie um eine zweite Staffel verlängert.
Es wird die Geschichte der Duttons Anfang des 20. Jahrhunderts erzählt und wie sie mit den Herausforderungen der aufkommenden Großen Depression umgehen. Im Fokus stehen Jacob Dutton, gespielt von Harrison Ford, und Cara Dutton, die von Helen Mirren verkörpert wird.

### The Madison
Zunächst war ein Ableger mit Matthew McConaughey in der Hauptrolle unter dem Titel 2024 geplant. Die Produktionsfirmen MTV Entertainment Studios und 101 Studios gaben bekannt, dass dieses Projekt zu The Madison umbenannt wurde. In dem Spin-off The Madison soll es um eine New Yorker Familie im Madison River Valley in Montana gehen. Die Hauptrolle soll dabei Michelle Pfeiffer spielen, die neben Taylor Sheridan die Serie auch mit produziert. Weitere bestätigte Darsteller sind Matthew Fox, Patrick J. Adams, Danielle Vasinova, Beau Garrett und Amiah Miller. Die Produktion begann im August 2024 und die Dreharbeiten fanden in Montana, New York und Texas statt.

### 6666
Ein weiteres Spin-off mit dem Titel 6666 ist in Planung und soll auf dem Kabelsender von Paramount erscheinen. Es soll zur heutigen Zeit auf der texanischen Ranch Four Sixes Ranch spielen. Diese Ranch spielt auch bereits in der vierten Staffel von Yellowstone eine Rolle.

### 1944
Die im titelgebenden Jahr spielende Serie 1944 soll als Sequel zu 1923 entstehen und im Südwesten von Montana spielen.

### Weitere Fortsetzungen
Es sind noch weitere Projekte von Taylor Sheridan in dem Serien-Universum von Yellowstone in Planung. Darunter befindet sich ein Spin-off mit den Rollen von Kelly Reilly als Beth Dutton und Cole Hauser als Rip Wheeler in der Entwicklung. Dazu ist ein Ableger mit Luke Grimes in der Rolle des Kayce Dutton geplant.